# كونور ناش
كونور نـاش (بالإنجليزية: Conor Nash)‏ هو لاعب كرة قدم أسترالية أيرلندي، ولد في 28 يوليو 1998.

## وصلات خارجية
- كونور نـاش على موقع AustralianFootball.com (الإنجليزية)
- كونور نـاش على موقع AFLtables.com (الإنجليزية)